# Hârsa, Prahova
Hârsa este un sat în comuna Plopu din județul Prahova, Muntenia, România.
Localitatea Hârsa a avut rang de comună, denumită în 1864 Hârsa-Nisipoasa, iar din 1871 Hârsa. Comuna a fost desființată în 1956.
La sfârșitul secolului al XIX-lea și în perioada interbelică, satul a fost reședința comunei, care s-a numit și ea Hârsa. Satul avea 243 de locuitori și o biserică fondată în 1866. În 1968 a pierdut statutul de reședință de comună în favoarea satului Plopu, care a dat și numele comunei.